# لئو اوستیگارد
لئو اوستیگارد (انگلیسی: Leo Skiri Østigård؛ زادهٔ ۲۸ نوامبر ۱۹۹۹) بازیکن فوتبال اهل نروژ که برای باشگاه ناپولی بازی می‌کند.
از باشگاه‌هایی که در آن بازی کرده‌است می‌توان به باشگاه فوتبال وایکینگ و باشگاه فوتبال مولده اشاره کرد.
وی همچنین در تیم‌های ملی فوتبال زیر ۱۶ تا زیر ۲۱ سال نروژ و هم چنین بزرگسالان نروژ بازی کرده‌است.

## تیم ملی
پس از بازی در تمام سطوح جوانان، او اولین بازی خود را در سطح بزرگسالان برای تیم ملی فوتبال نروژ انجام داد و در برد دوستانه ۲–۰ در خانه مقابل تیم ملی فوتبال اسلواکی در ۲۵ مارس ۲۰۲۲ نود دقیقه به بسته نگه‌داشته شدن دروازه تیمش کمک کرد.